# بلانتشاردفيل (ويسكونسن)
بلانتشاردفيل (بالإنجليزية: Blanchardville, Wisconsin)‏ هي قرية تقع في الولايات المتحدة في مقاطعة آيوا (ويسكونسن). يقدر عدد سكانها بـ 825 نسمة ومساحتها 1.29 كم2وترتفع عن سطح البحر 251 متر.

## التركيبة السكانية
قام مكتب تعداد الولايات المتحدة بتحديد بيانات التركيبة السكانية لبلانتشاردفيل في تعداد الولايات المتحدة. في ما يلي، التركيبة السكانية حسب تعدادي 2000 و2010.

### تعداد عام 2000
بلغ عدد سكان بلانتشاردفيل 806 نسمة بحسب تعداد عام 2000، وبلغ عدد الأسر 346 أسرة وعدد العائلات 206 عائلة مقيمة في القرية. في حين سجلت الكثافة السكانية 1,837.4 نسمة لكل ميل مربع (709.4/كم2). وبلغ عدد الوحدات السكنية 376 وحدة بمتوسط كثافة قدره 857.1 نسمة لكل ميل مربع (330.9/كم2).
وتوزع التركيب العرقي للقرية بنسبة 99.38% من البيض و 0.25% من الأمريكيين ذوي الأصول الآسيوية و 0.37% من عرقين مختلطين أو أكثر.
بلغ عدد الأسر 346 أسرة كانت نسبة 28.6% منها لديها أطفال تحت سن الثامنة عشر تعيش معهم، وبلغت نسبة الأزواج القاطنين مع بعضهم البعض 50.9% من أصل المجموع الكلي للأسر، ونسبة 7.2% من الأسر كان لديها معيلات من الإناث دون وجود شريك، وكانت نسبة 40.2% من غير العائلات. تألفت نسبة 35.8% من أصل جميع الأسر من أفراد ونسبة 17.1% كانوا يعيش معهم شخص وحيد يبلغ من العمر 65 عاماً فما فوق. وبلغ متوسط حجم الأسرة المعيشية 3.05، أما متوسط حجم العائلات فبلغ 2.33.
بلغ العمر الوسطي للسكان 38 عاماً. وكانت نسبة 24.9% من القاطنين تحت سن الثامنة عشر، وكانت نسبة 6.7% بين الثامنة عشر والأربعة وعشرون عاماً، ونسبة 29.8% كانت واقعةً في الفئة العمرية ما بين الخامسة والعشرون حتى والأربعة وأربعون عاماً، ونسبة 20.7% كانت ما بين الخامسة والأربعون حتى الرابعة والستون، ونسبة 17.9% كانت ضمن فئة الخامسة والستون عاماً فما فوق. يوجد لكل 100 أنثى 98.5 ذكر، ويوجد لكل 100 أنثى في الثامنة عشر من عمرها فما فوق 96.4 ذكر.
بلغ متوسط دخل الأسرة في القرية 40,313 دولار، أما متوسط دخل العائلة فبلغ 51,776 دولار. وكان متوسط دخل الذكور 31,908 دولار مقابل 26,208 دولار للإناث. وسجل دخل الفرد الخاص بالقرية 18,104 دولار. وكانت نسبة 6.7% من العائلات ونسبة 9.8% من السكان تحت خط الفقر، وكان من هؤلاء نسبة 9.6% تحت سن الثامنة عشر ونسبة 8.3% في الخامسة والستين من العمر وما فوق.

### تعداد عام 2010
بلغ عدد سكان بلانتشاردفيل 825 نسمة بحسب تعداد عام 2010، وبلغ عدد الأسر 360 أسرة وعدد العائلات 228 عائلة مقيمة في القرية. في حين سجلت الكثافة السكانية 1,650.0 نسمة لكل ميل مربع (637.1/كم2). وبلغ عدد الوحدات السكنية 396 وحدة بمتوسط كثافة قدره 792.0 لكل ميل مربع (305.8/كم2).
وتوزع التركيب العرقي للقرية بنسبة 98.9% من البيض و 0.2% من الأمريكيين ذوي الأصول الآسيوية و 0.1% من الأمريكيين الأفارقة و 0.5% من عرقين مختلطين أو أكثر.
بلغ عدد الأسر 360 أسرة كانت نسبة 31.4% منها لديها أطفال تحت سن الثامنة عشر تعيش معهم، وبلغت نسبة الأزواج القاطنين مع بعضهم البعض 47.2% من أصل المجموع الكلي للأسر، ونسبة 10.0% من الأسر كان لديها معيلات من الإناث دون وجود شريك، بينما كانت نسبة 6.1% من الأسر لديها معيلون من الذكور دون وجود شريكة وكانت نسبة 36.7% من غير العائلات. تألفت نسبة 31.7% من أصل جميع الأسر من أفراد ونسبة 13.3% كانوا يعيش معهم شخص وحيد يبلغ من العمر 65 عاماً فما فوق. وبلغ متوسط حجم الأسرة المعيشية 2.86، أما متوسط حجم العائلات فبلغ 2.29.
بلغ العمر الوسطي للسكان 40.8 عاماً. وكانت نسبة 24.7% من القاطنين تحت سن الثامنة عشر، وكانت نسبة 6.9% بين الثامنة عشر والأربعة وعشرون عاماً، ونسبة 24.7% كانت واقعةً في الفئة العمرية ما بين الخامسة والعشرون حتى والأربعة وأربعون عاماً، ونسبة 28.8% كانت ما بين الخامسة والأربعون حتى الرابعة والستون، ونسبة 14.9% كانت ضمن فئة الخامسة والستون عاماً فما فوق. وتوزع التركيب الجنسي للسكان بنسبة 50.4% ذكور و49.6% إناث.